# Un Flanders serio
«Un Flanders serio» —título original: «A Serious Flanders»— es un episodio en dos partes de la serie de televisión animada estadounidense Los Simpson. Son los episodios sexto y séptimo de la trigésima tercera temporada y los episodios 712 y 713 en total. La primera parte se estrenó en la cadena Fox en los Estados Unidos el 7 de noviembre de 2021, mientras que la segunda parte se estrenó el 14 de noviembre de 2021. Ambas partes están escritas por César Mazariegos. La primera parte está dirigida por Debbie Mahan y la segunda por Matthew Faughnan.
El cuarto episodio en dos partes de la serie es una parodia de la televisión de prestigio y se sitúa fuera de la continuidad normal de la serie. Brian Cox, Cristin Milioti, Chris O'Dowd, Timothy Olyphant y Jessica Paré actuaron como invitados. Ambas partes recibieron una acogida abrumadoramente positiva por parte de la crítica, y algunos las citaron como uno de los mejores episodios de la última década de la serie. El título es una referencia a la película de 2009 A Serious Man, mientras que la trama se inspira en la serie de televisión Fargo, así como en el continuo auge de los dramas premium de prestigio en cable y streaming. La introducción del servicio de streaming «Simpflix» es una parodia de Netflix.

## Trama

### Primera Parte
Rich Texan intenta escapar de un despiadado cobrador de deudas llamado Kostas Becker y de sus secuaces Seamus y Collette, pero es capturado y asesinado por no pagar su deuda.
Más tarde, Homer y Ned Flanders están recogiendo basura en el parque cuando Ned tropieza cuesta abajo y encuentra una bolsa que contiene exactamente 173.296 dólares en efectivo, que dona a un orfanato local en nombre de su abuelo, el sheriff Ned Flanders. Kostas descubre que Ned es nieto del antiguo sheriff, al que mató por una deuda. Kostas encuentra a Ned en la iglesia y le exige que recupere el dinero. Ned lleva a Barb, la directora del orfanato, a un festival y vuelven a su casa para besarse, pero Ned se marcha disgustado al enterarse de que Barb está en un matrimonio abierto con Sideshow Mel.
Homer es capturado por Seamus y Collette, que lo confunden con Ned. Sabiendo que han capturado al hombre equivocado, Kostas llama a Ned y amenaza con matar a Homer si Ned llama a la policía. Marge le pregunta a Ned si sabe dónde está Homer, pero Ned miente y le dice que Homer se fue a Shelbyville.
Marge busca a Homer por Springfield y acaba en la tienda de rosquillas de Lard Lad mientras Kostas desayuna allí. Después de que Seamus y Collette atacan a el hombre de las historietas; Fat Tony y sus secuaces Johnny Tightlips, Legs y Louie se enfrentan a Kostas y le exigen que abandone Springfield, pero Kostas los mata sin ayuda, lo que también provoca la muerte de Disco Stu y el Sr. Burns. Kostas perdona la vida a Marge y se marcha, pero se le cae el carné de Homer al salir y Marge se da cuenta de que Kostas ha secuestrado a Homer.
Mientras Kostas tortura a Homer, Ned reza en la iglesia, horrorizado consigo mismo por la deuda, por arriesgar la vida de Homer y por enrollarse con Barb.

### Segunda Parte
Tras la masacre de Lard Lad, la policía de Springfield busca a Kostas mientras Marge busca a Homer. Mientras tanto, Ned teme que los cobradores maten a Homer y se pregunta de dónde salió el dinero.
En un flashback, se revela que el corrupto sheriff Flanders aceptaba sobornos de la mafia de Capital City y era un asiduo cliente de clubes nocturnos y consumidor de drogas. Una noche, mientras la mafia negociaba con los hermanos Szyslak por el dinero que se había llevado el entonces recaudador Kostas, los dos grupos se enzarzaron en un tiroteo en el que murieron todos menos uno. El sheriff disparó al último hombre y escondió el dinero en un árbol, pero cuando Kostas le exigió que se lo devolviera, mató accidentalmente al sheriff, que se deslizó hasta su cuchillo. La policía llegó y estrelló accidentalmente un coche contra el árbol, tirándolo colina abajo.
De vuelta al presente, Homer descubre que Seamus y Collette están casados y celebran su décimo aniversario. Después de que Homer los engañe para que discutan, una olla en la estufa se incendia y se propaga, provocando que la casa en llamas aplaste a Seamus y Collette. Mientras Marge salva a Homer de los escombros, Ned irrumpe en el orfanato de Barb para robarle el dinero y la seduce para conseguir la llave de la caja fuerte. Ned se aleja con el dinero y pasa junto a un Homer fugado, lo que provoca que Ned estrelle su coche, que se incendia. Homer salva a Ned sacándolo del coche en llamas con el dinero. Mientras Ned se esconde, la gente del pueblo aclama a Homer como un héroe por recuperar el dinero para el orfanato, pero Marge, al saber que Homer en realidad pretendía sacar el dinero para sí mismo en lugar de salvar a Ned, se avergüenza de él.
Tres años después, Homer y Marge tienen un taller de reparación de coches, pero su matrimonio sigue siendo tenso. Bart es un Boy Scout bien educado y Lisa tiene ahora varios amigos. Tras recibir una postal en blanco de Wyoming, Homer viaja allí para visitar a Ned, que se esconde en una cabaña en el bosque, para entregarle provisiones. Marge sigue en secreto a Homer, y por fin le ve como un hombre decente cuando le ve ayudando a Ned. Por desgracia, Kostas la sigue y les tiende una emboscada. Escapan de la cabaña y Ned lucha contra Kostas en un lago helado donde Kostas revela a Ned los oscuros secretos de su abuelo, lo que provoca que un enfurecido Ned ataque a Kostas. Ned lanza su libro de deudas al lago helado, y Kostas va a recuperarlo, lo que provoca que el hielo se rompa, y él cae y se ahoga. Tras regresar a Springfield, Homer cuenta toda la historia a la gente del pueblo y Ned recupera su reputación, mientras que Homer y Marge se reconcilian por fin.

## Producción
QABF21 se anunció el 7 de diciembre de 2020, con el título de «A Serious Flanders». QABF22 recibió una lectura de mesa el 17 de diciembre de 2020, pero el productor ejecutivo Al Jean optó por no revelar el título ni ningún detalle al respecto. Se mantuvo en secreto durante casi tres meses, antes de que César Mazariegos anunciara finalmente que se trataba de «A Serious Flanders: Parte 2» en marzo de 2021, después de que se le preguntase en Twitter. Además, reveló que los dos últimos episodios de la línea de producción de QABF son una bipartida. Mientras tanto, «A Serious Flanders» fue rebautizada, pues se le añadió ahora «Parte 1» en el título.
El productor ejecutivo Matt Selman quería crear una parodia de la televisión de prestigio, incluyendo elementos de flashbacks y saltos en el tiempo. Para profundizar en la parodia, el episodio se amplió a dos partes para imitar el ritmo más lento. Selman también declaró que el episodio tiene lugar fuera de la continuidad normal de la serie para permitir la muerte de personajes. Ambas partes fueron escritas por César Mazariegos. La primera parte fue dirigida por Debbie Bruce Mahan y la segunda por Matthew Faughnan.
El reparto de invitados del episodio incluyó a actores que han aparecido en series de televisión de prestigio. Brian Cox, protagonista de Succession, interpretó a Kostas Becker. Cristin Milioti, que apareció en la segunda temporada de Fargo, interpretó a Barb. Chris O'Dowd, protagonista de Get Shorty, interpretó a Seamus. Jessica Paré, que actuó en Mad Men, interpretó a Collette.

## Recepción

### Audiencia
La primera parte, que se emitió en un programa doble de la NFL, obtuvo 1,15 puntos de audiencia y fue vista por 3,47 millones de telespectadores, siendo el programa más visto de Fox esa noche. La segunda parte obtuvo una audiencia de 0,49 y fue vista por 1,66 millones de espectadores, siendo el programa más visto de Fox esa noche.

### Recepción de la Primera Parte
Tony Sokol, de Den of Geek dio al episodio de la primera parte 5 de 5 estrellas, afirmando: «"A Serious Flanders", escrito por César Mazariegos y dirigido por Debbie Mahan, es una entrega que gustará incluso a los que no ven Simpsons. Es detallada, llena de matices y sobrecargada de chistes o de sus fantasmas. Como se suspenden las reglas de continuidad de los personajes, la segunda parte debería ofrecer una conclusión satisfactoria». Marcus Gibson de Bubbleblabber dio al episodio de la primera parte un 8 sobre 10, afirmando: «En general, la primera parte de "A Serious Flanders" comenzó con buen pie el sangriento evento de dos partes. Desde su comedia hasta las estrellas invitadas, el episodio demuestra que ninguna buena acción queda impune. Será interesante ver cómo continúan con la segunda parte la semana que viene. Hasta entonces, todo lo que podemos hacer es rezar para que Flanders encuentre una salida a este mortal aprieto». Liz Shannon Miller de Consequence pensó que la primera parte fue «un gran giro». Destacó las interacciones entre los personajes invitados y los habituales. También declaró que esperaba con impaciencia la siguiente parte por primera vez en décadas.

### Recepción de la Segunda4 Parte
Tony Sokol de Den of Geek concedió al episodio de la segunda parte 5 de 5 estrellas y afirmó: «"A Serious Flanders (Part Two)" fue escrito por César Mazariegos y dirigido por Matthew Faughnan. Continúa el ritmo y la excelencia de la primera parte, que sólo la supera en amenidad porque fue sorprendentemente novedosa. Para una serie que ha durado 33 temporadas, esto es un logro en sí mismo. Los Simpson han sido inconsistentes en los últimos años. Han dado bastantes episodios excelentes, pero han desechado demasiadas entradas flojas, intentando mantener un equilibrio entre irreverencia y respeto. Fargo sólo cambia los nombres por respeto a los muertos. Este bipartito es un clásico, y pone el listón muy alto para la temporada».
Marcus Gibson de Bubbleblabber dio a la segunda parte un 8 de 10 afirmando «En general, la segunda parte de "Un Flanders serio" es una conclusión sólida del último episodio de dos partes de Los Simpson. A pesar de sus carencias argumentales relacionadas con Ned y su padre, el episodio tiene suficientes risas e intriga como para ofrecer un digno desafío a las creencias cristianas de Ned. En conclusión, diría que «Un Flanders serio» es otro satisfactorio episodio en dos partes de Los Simpson. Está lejos de ser perfecto, pero sirve como ejemplo de cómo la serie puede proporcionar adecuadamente desarrollo de personajes y situaciones en más de un episodio». Alan Sepinwall de Rolling Stone nombró el episodio de dos partes uno de los mejores episodios de televisión de 2021.